# Gare de Saint-Amand-Montrond - Orval
Pour les articles homonymes, voir Gare de Saint-Amand.
La gare de Saint-Amand-Montrond - Orval est une gare ferroviaire française de la ligne de Bourges à Miécaze, située sur le territoire de la commune d'Orval, près de Saint-Amand-Montrond, dans le département du Cher, en région Centre-Val de Loire.
Elle est mise en service en 1861, par la Compagnie du chemin de fer de Paris à Orléans (PO).
C'est une gare de la Société nationale des chemins de fer français (SNCF), du réseau TER Centre-Val de Loire. Elle est desservie par des trains express régionaux. C'est également une gare ouverte au service du fret et elle dispose d'un embranchement avec les Ateliers d'Orval, filiale du groupe Ermewa qui dépend de la SNCF.

## Situation ferroviaire
Établie à 155 mètres d'altitude, la gare de Saint-Amand-Montrond - Orval est située au point kilométrique (PK) 277,953 de la ligne de Bourges à Miécaze, entre les gares ouvertes de Bigny et d'Urçay. En direction de Bigny s'intercale la gare fermée de La Celle - Bruère et en direction d'Urcay s'intercale la gare fermée d'Ainay-le-Vieil.

## Histoire
Avant l'ouverture des travaux plusieurs tracés sont en discussion. Notamment le choix du passage par la rive droite ou gauche du Cher a une importance pour le choix de l'emplacement de la gare, qui doit desservir la sous-préfecture de Saint-Amand (Cher). Finalement, contre l'avis de la commune, c'est la rive gauche qui est choisie et il est décidé d'établir la gare sur la commune d'Orval pour éviter d'avoir à traverser deux fois le Cher,.

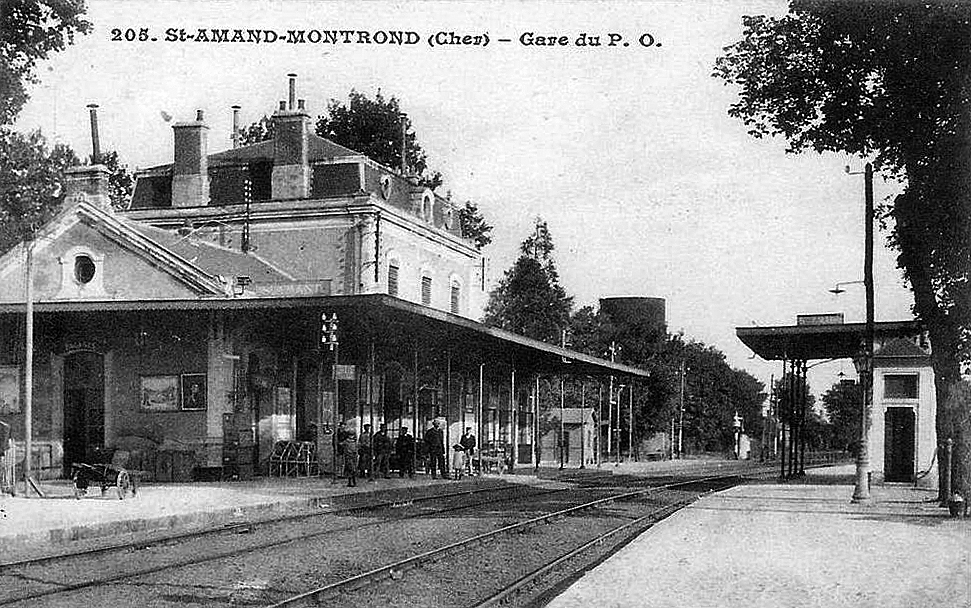
La gare vers 1900.

La station de « Saint-Amand » est mise en service le 9 décembre 1861 par la Compagnie du chemin de fer de Paris à Orléans (PO), lorsqu'elle ouvre à l'exploitation sa ligne de Bourges à Montluçon.
La Société générale des chemins de fer économiques (SE) crée, à proximité de la gare PO, une gare d'échange pour son réseau du département du Cher, à voie métrique, d'intérêt local. Elle est mise en service le 7 septembre 1891, lors de l'ouverture à l'exploitation de la section de Sancoins à Châteaumeillant qui permet la mise en service de la totalité de la ligne de La Guerche à Châteaumeillant, longue de 87,6 kilomètres.

À la fin des années 1920, le conseil municipal de Saint-Amand (Cher) est décidé à financer l'amélioration des services de la gare. Cela concerne les services voyageurs et marchandises ainsi que l'amélioration de la circulation sur la route nationale 151 bis par un agrandissement du pont qui lui permet de franchir le Cher. Après deux délibérations du conseil en 1927 et 1928, la procédure va au terme avec le décret du 6 juin 1929 qui autorise la commune à emprunter 563 750 francs pour subventionner la compagnie du PO qui est autorisé à percevoir des « surtaxes locales temporaires ».

## Fréquentation
En 2008, la desserte moyenne quotidienne de la gare est de 17 trains pour un nombre annuel de 82 315 « montées/descentes ». De 2015 à 2023, selon les estimations de la SNCF, la fréquentation annuelle de la gare s'élève aux nombres indiqués dans le tableau ci-dessous.
| Année     | 2015   | 2016   | 2017   | 2018   | 2019   | 2020   | 2021   | 2022   | 2023   |
| --------- | ------ | ------ | ------ | ------ | ------ | ------ | ------ | ------ | ------ |
| Voyageurs | 59 638 | 54 625 | 56 650 | 47 585 | 57 623 | 44 514 | 49 900 | 59 281 | 67 241 |

## Service des voyageurs

### Accueil
Gare SNCF, elle dispose d'un bâtiment voyageurs, avec guichets, ouvert tous les jours. Elle est équipée d'automates pour l'achat de titres de transport TER

### Desserte
Saint-Amand-Montrond - Orval est une gare régionale du réseau TER Centre-Val de Loire desservie par des trains circulant sur les relations : Montluçon-Ville - Vierzon, Montluçon-Ville - Bourges, c'est aussi le terminus de relations avec Montluçon-Ville et avec Bourges.

### Intermodalité
Un parc pour les vélos et un parking pour les véhicules y sont aménagés.
Elle est desservie par des bus urbains et des cars TER Centre-Val de Loire en complément de la desserte ferroviaire sur la relation : Saint-Amand-Montrond - Orval — Bourges.

Installations
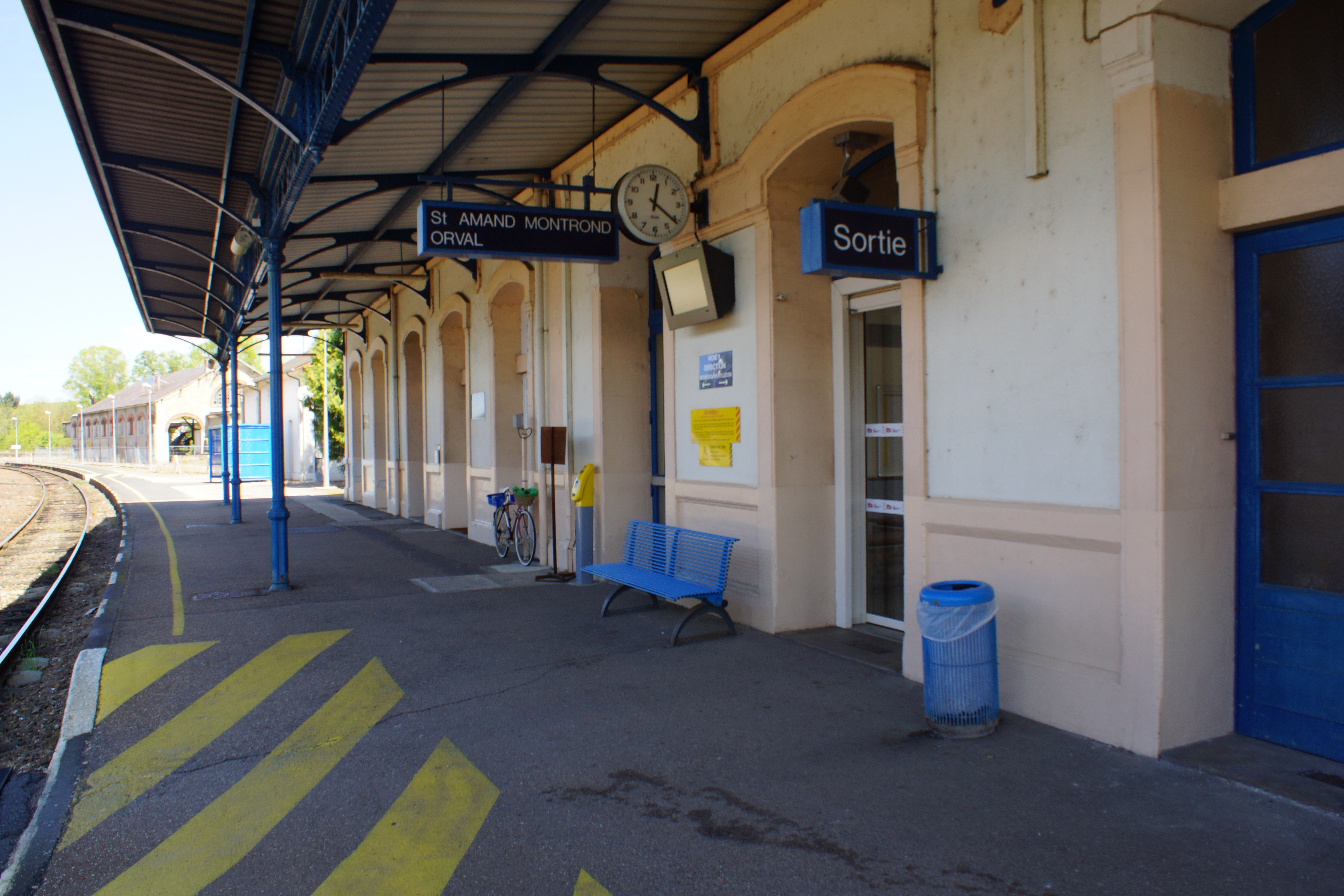
Quai principal.
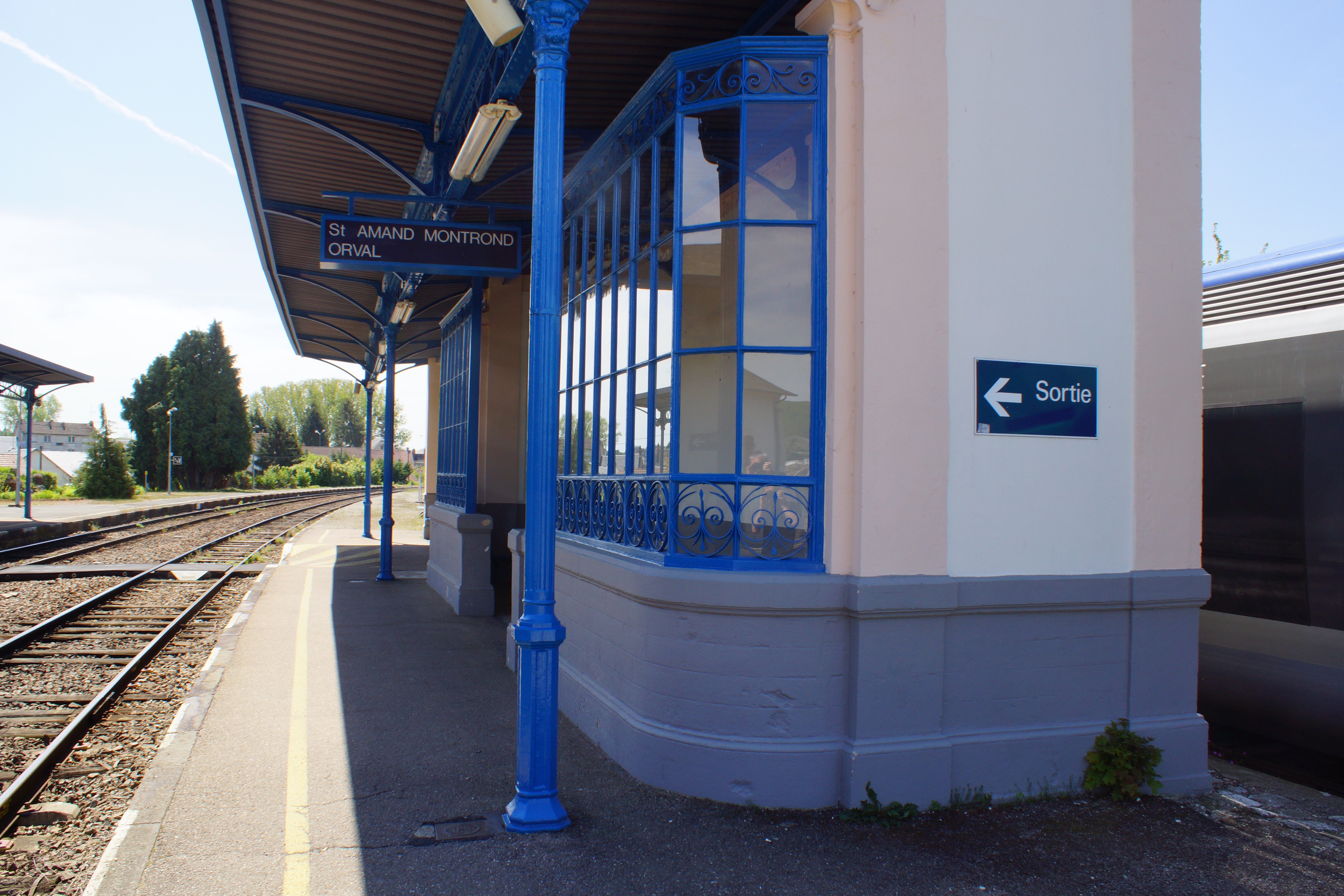
Abri du quai central.
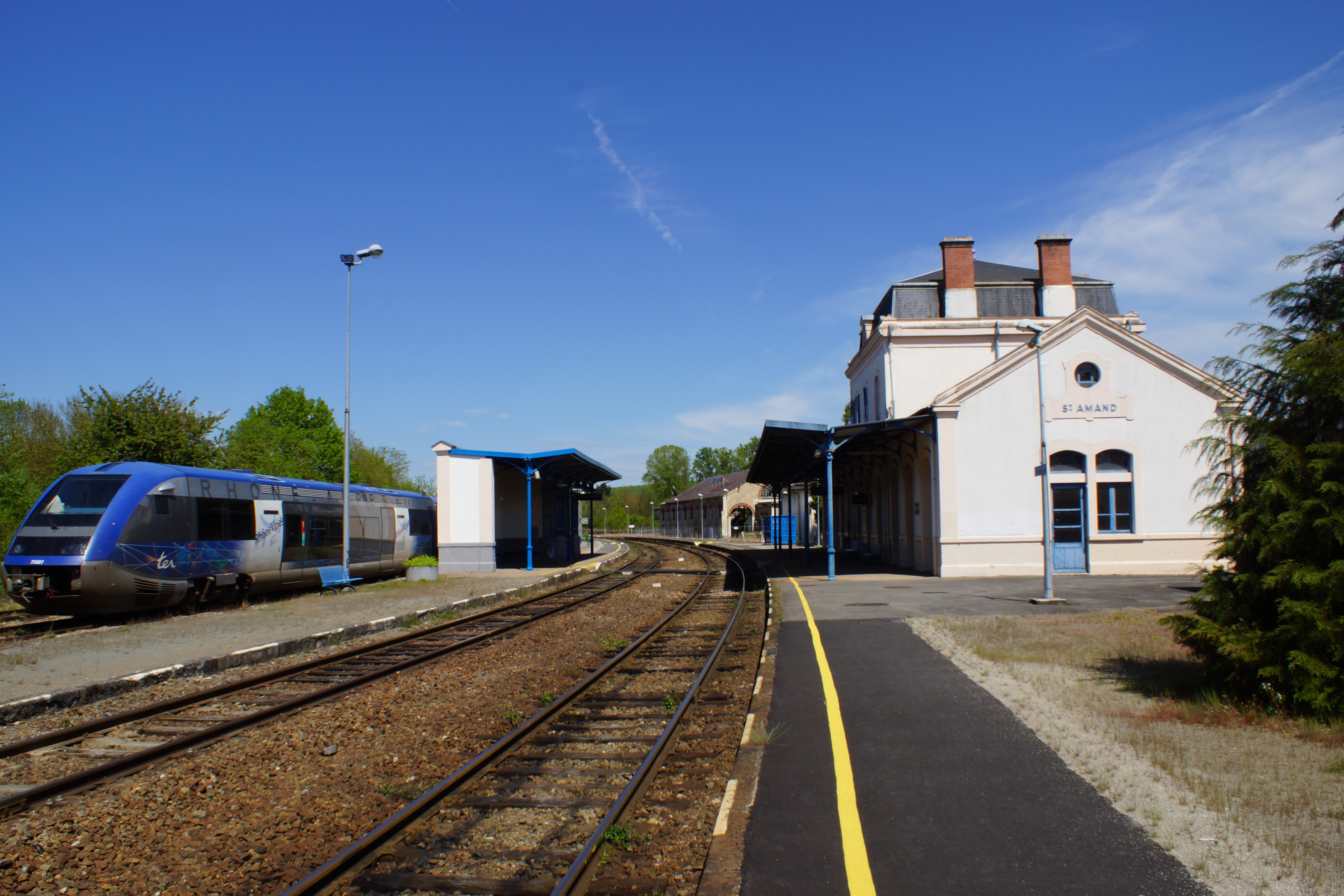
TER X 73607 en attente.

## Service des marchandises
Saint-Amand-Montrond - Orval est une gare ouverte au service du fret, uniquement par trains massifs, pour des transports par trains en gare ; elle dessert des installations terminales embranchées. Cela concerne essentiellement le site des ateliers d'Orval.

## Ateliers d'Orval
Situé à proximité et embranché sur le site de la gare, les Ateliers d'Orval, filiale du groupe Ermewa, est une entreprise de maintenance et de production de wagons de marchandises. En 2013 sa production était d'un wagon par jour.  En 2014, les entrées et sorties de l'atelier, par l'embranchement, ont lieu « deux fois par semaine, à jours et heures fixes ».
En 2016, 110 salariés, plus quelques intérimaires, travaillent sur le site. Du fait d'un important contrat signé en 2015 par Ermewa et ArcelorMittal, il est prévu de construire un nouvel atelier de 17 800 m2 également embranché.